# Typhlosyrinx
Typhlosyrinx é um gênero de gastrópodes pertencente a família Raphitomidae.

## Espécies
- Typhlosyrinx neocaledoniensis Bouchet & Sysoev, 2001
- Typhlosyrinx panamica Bouchet & Sysoev, 2001
- Typhlosyrinx praecipua (E. A. Smith, 1899)
- Typhlosyrinx supracostata (Schepman, 1913)
- Typhlosyrinx vepallida (Martens, 1902)

Espécies trazidas para a sinonímia
- Typhlosyrinx chrysopelex Barnard, 1963: sinônimo de Gymnobela chrysopelex (Barnard, 1963) (combinação original)
- Typhlosyrinx pyrropelex Barnard, 1963: sinônimo de Xanthodaphne pyrropelex (Barnard, 1963) (combinação original)
- Typhlosyrinx subrosea Barnard, 1963: aceito como Xanthodaphne subrosea (Barnard, 1963) (combinação original)